# Монастырь Кёнигсхофен-ан-дер-Хайде
Монастырь Кёнигсхофен-ан-дер-Хайде (нем. Kloster Königshofen an der Heide) — бывший августинский монастырь, располагавшийся на территории баварской общины Беххофен (Франкония). Монастырь, посвященный Богородице, был основан в 1422 году, но уже к 1495 году он был распущен; его церковь, называемая Мариенмюнстер, сегодня является храмом местного евангелическо-лютеранского прихода.